# Joan Sutherland
Joan Sutherland (7. november 1926 i Sydney – 10. oktober 2010 i Schweiz) var en australsk operasangerinde (koloratursopran).
Hendes første offentlige optræden var i et mindre solistparti i Bachs Juleoratorium i hjembyen Sydney i 1946. Herefter optrådte Sutherland ved mange forskellige lejligheder og sang i 1950 titelrollerne i Händels Acis og Galathea og Henry Purcells Dido og Æneas, begge i koncertform. Hun scenedebuterede i 1951 i Eugene Goossens' Judith i Sydney i konservatorieregi, hvorefter hun rejste til London for at fremme sin karriere. Her gik hun et år på Royal College of Musics operalinje med afsluttende forestilling som Giorgetta i Puccinis Kappen. Herefter skrev hun kontrakt med Den kongelige opera (Covent Garden) i London, hvor hun fik sin professionelle debut som Første Dame i Mozarts Tryllefløjten i 1952. I begyndelsen sang hun roller fra et bredt repertoire, fx Amelia i Verdis Maskeballet, Agathe i Webers Jægerbruden, Antonia i Offenbachs Hoffmanns eventyr, Jenifer ved verdenspremieren på Tippetts Midsommerbrylluppet, Micaëla i Bizets Carmen, Pamina i Tryllefløjten, Eva i Wagners Mestersangerne i Nürnberg, Gilda i Verdis Rigoletto, Desdemona i Verdis Othello, Madame Lidoine i Poulencs Karmelitternes samtaler samt mindre roller i forskellige operaer, bl.a. Wagners Nibelungens ring.
Pga. Sutherlands betydelige fremskridt i årene på Covent Garden, besluttede ledelsen at tildele hende titelrollen i Gaetano Donizettis Lucia di Lammermoor i en ny produktion, dirigeret af den italienske veteran Tullio Serafin og instrueret af den unge Franco Zeffirelli, som begge tidligere havde samarbejdet med Maria Callas. Dette blev i 1959 Sutherlands springbræt til en international karriere, hvor hun koncentrerede sig om operaer fra barokken, bel canto-epoken og den franske romantiske periode. Lucia blev en af hendes mest kendte roller, i hvilken hun i 1961 debuterede på både La Scala-operaen i Milano og Metropolitan-operaen i New York, ved siden af roller som bl.a. Violetta i Verdis La traviata, Elvira, Amina og Norma i Vincenzo Bellinis operaer Puritanerne, Søvngængersken og Norma og også Donna Anna i Mozarts Don Juan og Marie i Donizettis Regimentets datter. Ved sin debut på Teatro La Fenice i Venedig i 1960 som Händels Alcina tildeltes hun af det begejstrede publikum tilnavnet La stupenda, dvs. Den fantastiske. Sutherland blev fra 1960'erne anset som en af de vigtigste eksponenter for genoplivningen af belcanto-repertoiret, som Maria Callas havde anført i det foregående årti.
Hun giftede sig i 1954 med pianisten Richard Bonynge, der havde stor indflydelse på Sutherlands opbygning af teknik og repertoire. Bonynge begyndte at dirigere i 1962 og dirigerede i stigende grad sin kones forestillinger. Ikke alle operahuse var villige til at acceptere denne "pakkeløsning", hvorfor Sutherland ikke sang på La Scala-operaen i Milano efter 1966. Udover sine sanglige præstationer var hun kendt som en rolig og jordbunden kvinde, der ikke levede op til de negative aspekter af primadonna-stereotypen. I længere pauser under prøver, forestillinger og pladeindspilninger, slappede Sutherland af ved at brodere.
Sutherland har efterladt sig en righoldig diskografi, der udover de allerede nævnte operaer og talrige ariealbum også indeholder mange værker, der sjældent opføres i Danmark, fx Rossinis Semiramide, Bellinis Beatrice di Tenda, Léo Delibes' Lakmé, Donizettis Maria Stuart, Lucrezia Borgia og Anna Bolena samt Massenets Esclarmonde og Kongen af Lahore. Herudover indspillede Sutherland også flere roller, hun aldrig sang på scenen, fx Adina i Donizettis Elskovsdrikken, titelrollen i Puccinis Turandot, Ah-Joe i Leonis Oraklet samt titelrollen i Händels oratorium Athalia. Langt de fleste af disse pladeoptagelser blev dirigeret af Richard Bonynge.
Hun blev i 1979 af Elizabeth 2. af Storbritannien forfremmet til Dame Commander af Order of the British Empire og derved adlet. Hun havde derefter ret til at føre tiltaleformen Dame foran sit navn. Hun blev også udnævnt til Companion af Order of Australia og var medlem af den britiske Order of Merit.
Hendes sidste optræden var som Marguerite de Valois i Meyerbeers Huguenotterne i 1990 på Sydney-operaen, 63 år gammel. Derefter var Sutherland bl.a. aktiv som dommer i flere prestigefyldte sangkonkurrencer, ikke mindst Cardiff Singer of the World. Hun døde i 2010 i sit hjem i Schweiz efter en sygdomsperiode. Efter sin død blev hun hyldet ved mindehøjtideligheder i både Sydney og London. Sutherland efterlader sig sin mand, Richard Bonynge, samt deres søn, Adam Bonynge (født i 1956), som arbejder i hotelbranchen.
 Der er for få eller ingen kildehenvisninger i denne artikel, hvilket er et problem. Du kan hjælpe ved at angive troværdige kilder til de påstande, som fremføres i artiklen.

1. ↑  Navnet er anført på svensk og stammer fra Wikidata hvor navnet endnu ikke findes på dansk.
2. ↑  Navnet er anført på engelsk og stammer fra Wikidata hvor navnet endnu ikke findes på dansk.
3. ↑  Navnet er anført på engelsk og stammer fra Wikidata hvor navnet endnu ikke findes på dansk.